# Palacete París
El palacete París ( hoy Colegio Abecé) se encuentra ubicado en la avenida del Grao número 36 de Gandía (Valencia), España. Se trata de un edificio residencial que data del año 1908, obra del arquitecto Víctor Beltrí.

## Edificio
Es el principal exponente del modernismo valenciano en Gandía. El edificio fue ejecutado en 1908 por el arquitecto catalán afincado en Cartagena, Víctor Beltrí, que fue arquitecto municipal de Gandía entre los años 1890 y 1893.
De estilo modernista valenciano, fue construido a instancias de Vicente París Morla, del cual toma el nombre el edificio. En la construcción del edificio trabajó la conocida empresa Carbajal Hermanos de Cartagena, que había trabajado en otras obras modernistas del mismo arquitecto en Cartagena.
Consta de planta baja, dos alturas y ático abuhardillado. Fue construido en piedra de Monóvar. Posee una escalera con decoración floral en el lateral derecho que da acceso al primer piso. Destaca el mirador tripartito de la primera altura, el remate del ala izquierda del edificio y la forja de hierro en ventanas y balcones, todas ellas con ornamentación vegetal. En su exterior, destaca la verja de estilo modernista que acota el edificio.
Actualmente el edificio alberga el colegio Abecé, regentado por descendientes de su propietario original, gracias a los cuales la construcción se ha conservado en buen estado hasta la actualidad.